# スコット・ウォーカー (政治家)
スコット・ケヴィン・ウォーカー（英語：Scott Kevin Walker、1967年11月2日 - ）は、アメリカ合衆国の政治家。ウィスコンシン州下院議員、ミルウォーキー郡郡長などを歴任し、第45代ウィスコンシン州知事を務めた。

## 経歴
1967年11月2日にコロラド州コロラドスプリングスに誕生する。イエズス会が設立したカトリック・ミッションスクールの大学であるマーケット大学へ入学するも、卒業せずに1990年に中退した。その後はアメリカ赤十字のフルタイム職員として働く。
ティーパーティー運動の猛威が吹き荒れた2010年の中間選挙で頭角を現した保守派の寵児の代表格の1人である。就任早々労働組合の賃金交渉権を制限するなど、対立勢力に対する強硬な手法で注目される。反対派からリコール請求が行われた結果、2012年にリコールが成立した。全米の注目を集めた再選挙では、全米の保守派の富裕層からの支持で、資金力で対立候補のミルウォーキーのトム・バレット市長を圧倒し再選した。その手法から賛否が割れ、幅広い支持を得るという点では非常に難しいが、保守派のホープの1人としては依然として存在感を示している。

## 2016年アメリカ合衆国大統領選挙
2015年7月に2016年アメリカ合衆国大統領選挙への出馬を表明した。一時は党内支持率で首位に立つなど最有力候補の1人とも目されたが、ドナルド・トランプなどの勢いに押されたこともあって支持が急落し、9月21日に大統領選挙からの撤退を表明した。2018年11月の州知事選挙で民主党のトニー・エバーズに敗北し、2019年1月7日に退任した。